# Ma Chia-ling
 (mai 2025).
Ma Chia-ling, (chinois simplifié : 馬嘉伶 ; pinyin : Mǎ Jiālíng) née le 12 décembre 1996 à Kaohsiung, est une chanteuse taïwanaise, membre des groupes de J-pop AKB48 (Team A). Elle est également le premier et jusqu'à présent le seul membre des AKB48 à ne pas être japonais.